# Just Dance 2015
Just Dance 2015 es el sexto juego de las series de Just Dance, desarrolladas por Ubisoft. Su lanzamiento para las consolas de la generación actual fue el 21 de octubre del 2014 en los Estados Unidos. Fue anunciado oficialmente en la conferencia de prensa de Ubisoft en la E3 2014 el 9 de junio del 2014 tras las esperadas promociones que utilizaban el hashtag #June9 como medio de anuncio desde las redes sociales. Es el segundo juego en las series que tiene un año en el título en vez de un número, el primero fue Just Dance 2014.

## Modo de juego
Como en las anteriores entregas, el jugador tiene que seguir al entrenador de la pantalla como si este fuera su reflejo en un espejo. Dependiendo del desempeño se irá marcando la puntuación con un X, OK, GOOD, PERFECT y YEAH! en el caso de los goldmoves. Un nuevo modo de juego llamado "Community Remix" pondrá al jugador dentro del juego convirtiéndole en un entrenador, por lo cual, otros jugadores también pueden bailar imitando sus movimientos. Regresó la World Dance Floor, que es un modo multijugador en línea, pero mejorado. Al igual que "World Dance Floor", regresó también un mejorado Autodance que graba a los jugadores mientras bailan para compartirlo con la comunidad de Just Dance. El modo Karaoke permite a los jugadores cantar siguiendo la letra de la canción y recibir puntos por su desempeño. En las versiones de PlayStation 4 y Xbox One puedes usar un teléfono inteligente como método alternativo para poder jugar.

## Just Dance Now
Es una aplicación para teléfonos inteligentes que permite al jugador bailar en cualquier lugar y momento con su teléfono como controlador. La aplicación, que es gratuita y cuya fecha de lanzamiento fue el 25 de septiembre de 2014, usa una innovadora tecnología diseñada por Ubisoft, que permite que un número ilimitado de personas se unan a una misma partida, además de poder bailar a un gran catálogo de canciones de los juegos anteriores, sin importar su conexión de datos, ya sea 2G, 3G, 4G o Wi-Fi. La aplicación también requiere de una pantalla ya sea de un ordenador o televisor, que también este conectado a Internet y poder, así, sincronizar ambos dispositivos y usar adecuadamente la aplicación. También se pueden realizar compras durante el juego.

## Recepción
Hasta el 31 de diciembre de 2014, Just Dance 2015 ha vendido 4 millones de copias.

## Lista de canciones
El juego cuenta con 41 pistas.

### Lista principal
| Canción                                                        | Artista                                               | Año  | Modo              | Bailarín |
| -------------------------------------------------------------- | ----------------------------------------------------- | ---- | ----------------- | -------- |
| "4x4 (canción)"                                                | Miley Cyrus                                           | 2014 | Dance Crew        | ♂/♀/♀/♂  |
| "Addicted To You (canción de Avicii)"                          | Avicii                                                | 2014 | Solo              | ♀        |
| "Ain't No Mountain High Enough"                                | Marvin Gaye & Tammi Terrell                           | 1967 | Cantar Solo / Dúo | ♀/♂      |
| "Bad Romance"                                                  | Lady Gaga                                             | 2009 | Trio              | ♀/♀/♀    |
| "Bailando (canción de Enrique Iglesias)"                       | Enrique Iglesias feat. Descemer Bueno y Gente de Zona | 2014 | Dúo               | ♀/♂      |
| "Bang Bang (canción de Jessie J, Ariana Grande & Nicki Minaj)" | Jessie J, Ariana Grande & Nicki Minaj                 | 2014 | Dance Crew        | ♀/♀/♀/♀  |
| "Best Song Ever"                                               | One Direction                                         | 2013 | Dance Crew        | ♂/♂/♂/♂  |
| "Birthday (canción de Katy Party)"                             | Katy Perry                                            | 2014 | Solo              | ♀        |
| "Black Widow"                                                  | Iggy Azalea feat. Rita Ora                            | 2014 | Solo              | ♀        |
| "Built For This"                                               | Becky G                                               | 2013 | Solo              | ♀        |
| "Burn (canción de Ellie Goulding)"                             | Ellie Goulding                                        | 2013 | Solo              | ♀        |
| "Dark Horse (canción de Katy Perry)"                           | Katy Perry                                            | 2014 | Trío              | ♀/♂/♀    |
| "Diamonds"                                                     | Rihanna                                               | 2012 | Solo              | ♀        |
| "Don't Worry, Be Happy"*                                       | Bobby McFerrin (The Bench Men)                        | 1988 | Trío              | ♂/♂/♂    |
| "Epic Sirtaki"                                                 | The Bouzouki's                                        | 1964 | Trío              | ♂/♂/♂    |
| "Fatima"                                                       | Cheb Salama                                           | 2014 | Solo              | ♀        |
| "Get Low (canción de Dillion Francis y DJ Snake)"              | Dillon Francis feat. DJ Snake                         | 2014 | Dúo               | ♀/♂      |
| "Happy (canción de Pharrell Williams)"                         | Pharrell Williams                                     | 2013 | Solo              | ♂        |
| "Holding Out For A Hero"                                       | Bonnie Tyler                                          | 1984 | Solo              | ♂        |
| "I Love It"                                                    | Icona Pop feat. Charli XCX                            | 2012 | Solo              | ♀        |
| "It's My Birthday"                                             | will.i.am feat. Cody Wise                             | 2014 | Trío              | ♂/♀/♂    |
| "Let It Go (canción de Disney)"                                | Frozen (película de 2013)                             | 2013 | Dúo               | ♀/♀      |
| "Love is All"                                                  | Roger Glover (The Sunlight Shakers)                   | 1974 | Dúo               | ♀/♂      |
| "Love Me Again"                                                | John Newman                                           | 2013 | Solo              | ♂        |
| "Macarena (canción)" (K)                                       | Los del Río (The Girly Team)                          | 1995 | Dance Crew        | ♀/♀/♀/♀  |
| "Mah-nà mah-nà" (K2)                                           | Frankie Bostello                                      | 1968 | Trío              | ♀/♂/♀    |
| "Maps"                                                         | Maroon 5                                              | 2014 | Solo              | ♀        |
| "Me And My Broken Heart"                                       | Rixton                                                | 2014 | Dúo               | ♂/♀      |
| "Never Can Say Goodbye"                                        | Gloria Gaynor                                         | 1974 | Solo              | ♀        |
| "Nitro Bot"                                                    | Sentai Express                                        | 2013 | Dúo               | ♂/♀      |
| "Only You (And You Alone)"                                     | The Platters (Love Letter)                            | 1955 | Dúo               | ♀/♂      |
| "Problem (canción de Ariana Grande)"                           | Ariana Grande feat. Iggy Azalea & Big Sean            | 2014 | Solo              | ♀        |
| "Speedy Gonzales"                                              | David Dante (Los Pimientos Locos)                     | 1961 | Dúo               | ♂/♀      |
| "She Looks So Perfect"                                         | 5 Seconds of Summer                                   | 2014 | Dance Crew        | ♂/♂/♂/♂  |
| "Summer (canción de Calvin Harris)"                            | Calvin Harris                                         | 2014 | Solo              | ♀        |
| "Tetris#Música"                                                | Hirokazu Tanaka (Dancing Bros.)                       | 1989 | Dance Crew        | ♂/♀/♂/♂  |
| "The Fox (What Does the Fox Say?)"                             | Ylvis                                                 | 2013 | Trío              | ♀/♂/♀    |
| "Till I Find You" (N)                                          | Austin Mahone                                         | 2014 | Solo              | ♂        |
| "Walk This Way"                                                | Run DMC & Aerosmith                                   | 1986 | Dance Crew        | ♂/♂/♂/♂  |
| "XMas Tree"                                                    | Bollywood                                             | 2014 | Dúo               | ♀/♂      |
| "You Spin Me Round (Like a Record)"                            | Dead or Alive (banda)                                 | 1984 | Solo              | ♂        |

- Una "(K)" indica que la canción también aparece en Just Dance Kids.
- Una "(K2)" indica que la canción también aparece en Just Dance Kids.
- Un "(2014)" indica que la canción también aparece en Just Dance 2014.
- Un "(M4)" indica que la canción es un Mash-Up especial de 4 jugadores (Dance Crew).
- Un "(60)" indica que la canción se desbloquea tras jugar 60 minutos en modo Non-Stop Shuffle en zona PAL, y es un DLC en zona NTSC, excepto Estados Unidos y Canadá.
- Una "(N)" indica que la canción es exclusiva para la región de América NTSC.
- Una "(P)" indica que la canción es exclusiva para la región de Europa PAL.
- Una "(*)" indica que la canción es una versión de la original.
- Una "(U)" indica que la canción se desbloquea a través de Uplay.

### Just Dance 2015 China
El 20 de mayo de 2015, Ubisoft China lanzó el juego con 5 pistas exclusivas añadidas a la actual lista de canciones. La edición china del juego sólo está disponible para las consolas Xbox One. y PlayStation 4
| Canción                                               | Artista                      | Año  | Modo       | Bailarín |
| ----------------------------------------------------- | ---------------------------- | ---- | ---------- | -------- |
| "Dancing Diva"                                        | Jolin Tsai (The Girly Team)* | 2006 | Solo       | ♀        |
| "High Light High Life"                                | Eason Chan                   | 2014 | Solo       | ♂        |
| "Let It Go (canción de Disney)" (Versión en Mandarín) | Yao Beina (Disney's Frozen)* | 2013 | Dúo        | ♀/♀      |
| "Little Apple"                                        | Chopsticks Brothers          | 2014 | Dúo        | ♂/♀      |
| "Us Under the Sunshine"                               | Wanting Qu                   | 2013 | Dance Crew | ♀/♂/♀/♂  |

- Una "(*)" indica que la canción es una versión de la original.
- Un "(XONE)" indica que la canción solo está disponible en la versión de Xbox One

### Modo Alternativo
Diez son las canciones para este modo de juego, siendo uno exclusivo para PAL y otro un DLC.
| Canción                            | Artista                    | Estilo      | Año  | Modo                       | Bailarín(es) |
| ---------------------------------- | -------------------------- | ----------- | ---- | -------------------------- | ------------ |
| "Bad Romance"                      | Lady Gaga                  | Extremo     | 2009 | Coreografía Oficial / Solo | ♂            |
| "Diamonds"                         | Rihanna                    | Alternativo | 2012 | Baile Sentado / Dúo        | ♀/♂          |
| "Happy"                            | Pharrell Williams          | Alternativo | 2013 | Cantar Solo / Trío         | ♂/♂/♂        |
| "I Love It"                        | Icona Pop feat. Charli XCX | Alternativo | 2012 | Baile Militar / Dúo        | ♂/♂          |
| "It's My Birthday"                 | will.i.am feat. Cody Wise  | Extremo     | 2014 | Baile de Bollywood / Solo  | ♂            |
| "Let It Go" (DLC)                  | Disney's Frozen            | Alternativo | 2013 | Cantar Solo / Solo         | ♀            |
| "Papaoutai" (P)                    | Stromae                    | Extremo     | 2013 | Danza Africana / Solo      | ♀            |
| "Summer"                           | Calvin Harris              | Sweat       | 2014 | Baile Deportivo / Solo     | ♂            |
| "The Fox (What Does the Fox Say?)" | Ylvis                      | Alternativo | 2013 | Baile Campestre / Dúo      | ♂/♂          |
| "Walk This Way"                    | Run DMC y Aerosmith        | Extremo     | 1986 | Vieja Escuela / Solo       | ♀            |

- Una "(P)" indica que la canción es solo para PAL (Europa).
- Un "(DLC)" indica que el contenido se debe comprar en la tienda ya sea con Wii points, euros, dólares, etc.

## Community Remix
Este modo de juego está disponible para algunas de las canciones en el juego.
| Canción                             | Artista                                    | Año  |
| ----------------------------------- | ------------------------------------------ | ---- |
| "Happy"                             | Pharrell Williams                          | 2013 |
| "Problem" (RWX)                     | Ariana Grande feat. Iggy Azalea y Big Sean | 2014 |
| "Birthday" (X)                      | Katy Perry                                 | 2013 |
| "Love Me Again"                     | John Newman                                | 2013 |
| "XMas Tree" (X)                     | Bollywood Santa                            | 2014 |
| "Diamonds" (X)                      | Rihanna                                    | 2012 |
| "Burn" (X)                          | Ellie Goulding                             | 2013 |
| "Only You (And You Alone)" (X)      | The Platters (Love Letter)                 | 1955 |
| "Bad Romance" (A) (FJD)             | Lady Gaga                                  | 2009 |
| "The Fox (What Does the Fox Say?)"  | Ylvis                                      | 2013 |
| "Maps"                              | Maroon 5                                   | 2014 |
| "You Spin Me Round (Like a Record)" | Dead Or Alive                              | 1984 |
| "Built For This"                    | Becky G                                    | 2013 |
| "Bad Romance"                       | Lady Gaga                                  | 2009 |
| "Addicted To You"                   | Avicii                                     | 2014 |
| "Summer"                            | Calvin Harris                              | 2014 |
| "I Love It"                         | Icona Pop feat. Charli XCX                 | 2012 |
| "Dark Horse"                        | Katy Perry                                 | 2013 |
| "Black Widow"                       | Iggy Azalea feat. Rita Ora                 | 2014 |
| "Holding Out For A Hero"            | Bonnie Tyler                               | 1984 |

- Una "(A)" indica que es un Community Remix del Modo Alternativo.
- Una "(FJD)" significa que el Community Remix fue grabado por los finalistas de la copa mundial Just Dance.
- Una "(RWX)" significa que el Community Remix primero fue removido de la consola Wii, y luego de unos meses en las otras consolas.
- Una "(X)" indica que el Community Remix estaba disponible pero actualmente ya no lo está.

## Just Dance VIP
El modo VIP es muy similar a los modos Community Remix y VIP (World Dance Floor). Sin embargo, en lugar de varios clips diferentes de los jugadores, es un vídeo en el que uno o varios famosos bailan la canción con la coreografía Classic o Alternativa.
| Canción                        | Artista                               | Año  | VIP                     | Famoso/s por...                 | Fecha de estreno        |
| ------------------------------ | ------------------------------------- | ---- | ----------------------- | ------------------------------- | ----------------------- |
| "Get Low" (WDFX)               | Dillon Francis feat. DJ Snake         | 2014 | Aurélie Sériné          | Bailarina de Just Dance         | 30 de octubre de 2014   |
| "Birthday" (WDFX)              | Katy Perry                            | 2013 | Aurélie Sériné          | Bailarina de Just Dance         | 30 de octubre de 2014   |
| "Black Widow"                  | Iggy Azalea feat. Rita Ora            | 2014 | SMOSH                   | YouTube                         | 14 de noviembre de 2014 |
| "Till I Find You" (N)          | Austin Mahone                         | 2014 | Austin Mahone           | Cantante                        | 2 de diciembre de 2014  |
| "Bang Bang" (WDFX)             | Jessie J, Ariana Grande & Nicki Minaj | 2014 | Jessie J y Tyler Oakley | Cantante y conductor de YouTube | 12 de diciembre de 2014 |
| "You're On My Mind" (N) (X)    | Imposs feat. J. Perry                 | 2014 | JD Team                 | Equipo de Just Dance            | 17 de diciembre de 2014 |
| "Walk This Way" (A) (X)        | Run DMC & Aerosmith                   | 1986 | Santa Claus             | Personaje de la Navidad         | 23 de diciembre de 2014 |
| "Happy"                        | Pharrell Williams                     | 2014 | Richard Jackson         | Coreógrafo de Lady Gaga         | 22 de enero de 2015     |
| "Burn" (WDFX)                  | Ellie Goulding                        | 2013 | WeeklyChris             | Cantante y conductor de YouTube | 5 de marzo de 2015      |
| "It's My Birthday"             | will.i.am feat. Cody Wise             | 2014 | Mehdi Kerkouche         | Coreógrafo y bailarín           | 5 de marzo de 2015      |
| "Me And My Broken Heart" (WDF) | Rixton                                | 2014 | C0OK1EMONSTER           | Maquilladora popular en YouTube | 19 de marzo de 2015     |
| "Macarena (Bayside Boys Mix)"  | Los del Río (The Girly Team)          | 1995 | Ubicorn                 | Desarrolladores de Just Dance   | 24 de abril de 2015     |
| "Love Me Again"                | John Newman                           | 2013 | UbiMouss                | Embajador de Just Dance         | 19 de junio de 2015     |

- Una "(N)" indica que la canción es solo para NTSC (América).
- Una "(A)" indica que la canción es una versión Alternativa.
- Una "(WDF)" indica que la canción está disponible sólo en el modo World Dance Floor.
- Una "(WDFX)" indica que la canción estuvo disponible sólo en el modo World Dance Floor pero actualmente ya no lo está.
- Una "(X)" indica que la canción estaba disponible en el menú pero actualmente ya no lo está.

## Modo Mash-Up
El Modo Mash-Up continúa en Just Dance 2015, con la novedad de ser Mash-Ups con tres modos (Solo, Dúo o Dance Crew) y por ser temáticos.
| Canción                                 | Artista                                                    | Año  | Modo       | Temática                    | Gold Moves | Mes       |
| --------------------------------------- | ---------------------------------------------------------- | ---- | ---------- | --------------------------- | ---------- | --------- |
| "4x4"                                   | Miley Cyrus                                                | 2014 | Solo       | Lo mejor de Just Dance 4    | No         | -         |
| "Addicted To You" (M)                   | Avicii                                                     | 2014 | Solo       | Luz Negra                   | Sí         | Noviembre |
| "Ain't No Mountain High Enough" (M)     | Marvin Gaye & Tammi Terrell                                | 1967 | Solo       | Funky                       | Sí         | Diciembre |
| "Bad Romance" (M)                       | Lady Gaga                                                  | 2009 | Solo       | Monstruos                   | Sí         | Octubre   |
| "Bailando"                              | Enrique Iglesias feat. Descemer Bueno, Gente de Zona       | 2014 | Solo       | ¡Oscilemos!                 | Sí         | -         |
| "Best Song Ever" (S)                    | One Direction                                              | 2013 | Solo       | Fitness                     | Sí         | -         |
| "Birthday"                              | Katy Perry                                                 | 2014 | Solo       | Lo mejor de Katy            | Sí         | -         |
| "Built For This"                        | Becky G                                                    | 2013 | Solo       | Robots                      | No         | -         |
| "Dark Horse"                            | Katy Perry                                                 | 2013 | Solo       | Princesas místicas          | Sí         | -         |
| "Fatima" (M)                            | Cheb Salama                                                | 2014 | Solo       | Música del Mundo            | No         | Marzo     |
| "Holding Out For A Hero"                | Bonnie Tyler                                               | 1984 | Dúo        | Dueto Insano                | Sí         | -         |
| "I Love It"                             | Icona Pop feat. Charli XCX                                 | 2012 | Solo       | Lo mejor de Just Dance 2014 | Sí         | -         |
| "It's My Birthday"                      | will.i.am feat. Cody Wise                                  | 2014 | Solo       | Vístete Bien                | Sí         | -         |
| "Love Is All"*                          | Roger Glover and the Butterfly Ball (The Sunlight Shakers) | 1974 | Dúo        | Dúo de hermanas             | Sí         | -         |
| "Love Me Again" (U)                     | John Newman                                                | 2013 | Solo       | Ex-novias                   | Sí         | -         |
| "Macarena (Bayside Boys Mix)" (M)       | Los del Río (The Girly Team)                               | 1995 | Solo       | Caballeros                  | No         | Febrero   |
| "Maps"                                  | Maroon 5                                                   | 2014 | Solo       | Lo mejor de Just Dance 3    | Sí         | -         |
| "Never Can Say Goodbye"                 | Gloria Gaynor                                              | 1974 | Solo       | Lo mejor de Just Dance 2    | Sí         | -         |
| "Papaoutai" (P)                         | Stromae                                                    | 2013 | Solo       | Ultravioleta                | Sí         | -         |
| "Problem"                               | Ariana Grande feat. Iggy Azalea                            | 2014 | Dúo        | Dúo de enamorados           | Sí         | -         |
| "Summer"                                | Calvin Harris                                              | 2014 | Solo       | ¡Chicas al poder!           | Sí         | -         |
| "The Fox (What Does the Fox Say?)"      | Ylvis                                                      | 2013 | Solo       | Chamanes                    | Sí         | -         |
| "Till I Find You" (N)                   | Austin Mahone                                              | 2014 | Dúo        | Dúo Mash-Up                 | No         | -         |
| "Walk This Way"                         | Run DMC & Aerosmith                                        | 1986 | Solo       | Sólo mujeres                | Sí         | -         |
| "You're On My Mind"                     | Imposs feat. J. Perry                                      | 2014 | Dance Crew | Dance Crew Mash-Up          | Sí         | -         |
| "You Spin Me Round (Like a Record)" (M) | Dead Or Alive                                              | 1984 | Solo       | Gente Divertida             | No         | Enero     |

- Una "(U)" indica que la canción tiene que ser desbloqueados a través del uso de los premios de Uplay en consolas Xbox 360 y One, PlayStation 3 y 4, y la Wii U, y el desbloqueo normal sobre Wii.
- Una "(S)" indica que la canción es un sweat mash-up.
- Una "(M)" indica que la canción sólo se puede desbloquear en un mes exclusivo.
- Una "(N)" indica que la canción es exclusiva para NTSC (América).
- Una "(P)" indica que la canción es exclusiva para PAL (Europa).
- Una "(*)" indica que la canción es una versión de la original.

## Modo Party Master
Exclusivo para WiiU.
| Canción                  | Artista       | Año  |
| ------------------------ | ------------- | ---- |
| "Birthday"               | Katy Perry    | 2013 |
| "Built For This"         | Becky G       | 2013 |
| "Holding Out For A Hero" | Bonnie Tyler  | 1984 |
| "Maps"                   | Maroon 5      | 2014 |
| "Summer"                 | Calvin Harris | 2014 |

## Contenido Descargable (DLC)
Al igual que en entregas anteriores, el juego ofrece canciones descargables. Es el contenido adicional del juego, ya sean antiguas y nuevas canciones o incluso versiones alternativas.
| Canción                                          | Artista                               | Año  | Modo               | Bailarín(es) | Fecha estreno           | Costo                       |
| ------------------------------------------------ | ------------------------------------- | ---- | ------------------ | ------------ | ----------------------- | --------------------------- |
| "Break Free"                                     | Ariana Grande feat. Zedd              | 2014 | Solo               | ♀            | 21 de octubre de 2014   | Gratis                      |
| "I Luh Ya Papi"                                  | Jennifer Lopez feat. French Montana   | 2014 | Solo               | ♀            | 21 de octubre de 2014   | 300 Wii Points / / 2,99 €/$ |
| "Papaoutai" (N)                                  | Stromae                               | 2013 | Dúo                | ♂/♂          | 21 de octubre de 2014   | 300 Wii Points / 2,99 €/$   |
| "Movement is Happiness (Find Your Thing)" (NRLW) | Avishay Goren & Yossi Cohen           | 2014 | Solo               | ♀            | 21 de octubre de 2014   | Gratis                      |
| "Till I Find You" (P)                            | Austin Mahone                         | 2014 | Solo               | ♂            | 23 de octubre de 2014   | 300 Wii Points / 2,99 €/$   |
| "One Way or Another (Teenage Kicks)" (2014D)     | One Direction                         | 2013 | Solo               | ♂            | 21 de octubre de 2014   | 200 Wii Points / 1,99 €/$   |
| "Don't You Worry Child" (2014D)                  | Swedish House Mafia feat. John Martin | 2012 | Solo               | ♂            | 21 de octubre de 2014   | 200 Wii Points / 1,99 €/$   |
| "Wake Me Up" (2014D)                             | Avicii feat. Aloe Blacc               | 2013 | Solo               | ♂            | 21 de octubre de 2014   | 200 Wii Points / 1,99 €/$   |
| "Sexy and I Know It" (2014D)                     | LMFAO                                 | 2011 | Solo               | ♂            | 21 de octubre de 2014   | 200 Wii Points / 1,99 €/$   |
| "Gangnam Style" (4D) / (2014D) / (JDWiiU)        | PSY                                   | 2012 | Dúo                | ♂/♀-♂-♀      | 21 de octubre de 2014   | 200 Wii Points / 1,99 €/$   |
| "Die Young" (4D) / (2014D)                       | Ke$ha                                 | 2012 | Dúo                | ♀/♀          | 21 de octubre de 2014   | 200 Wii Points / 1,99 €/$   |
| "Roar" (2014D)                                   | Katy Perry                            | 2013 | Solo               | ♀            | 21 de octubre de 2014   | 200 Wii Points / 1,99 €/$   |
| "Just Dance" (2014)                              | Lady Gaga feat. Colby O'Donis         | 2008 | Solo               | ♂            | 21 de octubre de 2014   | 200 Wii Points / 1,99 €/$   |
| "I Need Your Love" (2014D)                       | Calvin Harris feat. Ellie Goulding    | 2013 | Solo               | ♀            | 21 de octubre de 2014   | 200 Wii Points / 1,99 €/$   |
| "Moves Like Jagger" (4) / (2014D) / (JDWiiU)     | Maroon 5 feat. Christina Aguilera     | 2012 | Solo               | ♂            | 21 de octubre de 2014   | 200 Wii Points / 1,99 €/$   |
| "We Can't Stop"                                  | Miley Cyrus                           | 2013 | Solo               | ♀            | 25 de noviembre de 2014 | 300 Wii Points / 2,99 €/$   |
| "Funhouse" (4D) / (2014D)                        | P!nk                                  | 2009 | Solo               | ♀            | 25 de noviembre de 2014 | 200 Wii Points / 1,99 €/$   |
| "C'Mon" (2014)                                   | Ke$ha                                 | 2013 | Dúo                | ♀/♂          | 25 de noviembre de 2014 | 200 Wii Points / 1,99 €/$   |
| "Kiss You" (2014)                                | One Direction                         | 2013 | Dance Crew         | ♂/♂/♂/♂      | 25 de noviembre de 2014 | 200 Wii Points / 1,99 €/$   |
| "Want U Back" (4) / (4D)                         | Cher Lloyd feat. Astro                | 2012 | Solo               | ♀            | 25 de noviembre de 2014 | 200 Wii Points / 1,99 €/$   |
| "Boom Clap"                                      | Charli XCX                            | 2014 | Solo               | ♀            | 20 de enero de 2015     | 300 Wii Points / 2,99 €/$   |
| "India Waale"                                    | De la película "Happy New Year"       | 2014 | Dúo                | ♀/♂          | 20 de enero de 2015     | 300 Wii Points / 2,99 €/$   |
| "Kiss Kiss"                                      | Prince Royce                          | 2014 | Solo               | ♂            | 20 de enero de 2015     | 300 Wii Points / 2,99 €/$   |
| "Let It Go" (A)                                  | Disney's Frozen                       | 2013 | Cantar Solo / Solo | ♀            | 20 de enero de 2015     | 300 Wii Points / 2,99 €/$   |
| "Rock N Roll" (2014D)                            | Avril Lavigne                         | 2013 | Solo               | ♀            | 20 de enero de 2015     | 200 Wii Points / 1,99 €/$   |

     Canciones recicladas de versiones anteriores a Just Dance 2015.
- Una "(A)" indica que la canción es una versión Alternativa.
- Una "(N)" indica que la canción es solo para NTSC (América).
- Una "(P)" indica que la canción es solo para PAL (Europa).
- Un "(4)" indica que la canción también aparece en Just Dance 4.
- Un "(4D)" indica que la canción también es un DLC de Just Dance 4.
- Un "(2014)" indica que la canción también aparece en Just Dance 2014.
- Un "(2014D)" indica que la canción también es un DLC deJust Dance 2014.
- Un "(NRLW)" indica que la canción es un DLC para NTSC, pero no está disponible en Estados Unidos ni Canadá, tampoco está disponible en Wii NTSC.